# Satz von Napoleon

Aus, und gleichseitig folgt (rot) gleichtseitig, wird auch als äußeres Napoleondreieck bezeichnet

Der Satz von Napoleon, benannt nach Napoleon Bonaparte, ist eine Aussage aus der Elementargeometrie. In der Literatur wird er gelegentlich Napoleon zugeschrieben, es gibt jedoch bisher keinen konkreten Nachweis darauf, dass er wirklich auf Napoleon zurückgeht. Errichtet man über den Seiten eines beliebigen Dreiecks jeweils nach außen gerichtete gleichseitige Dreiecke, dann besagt der Satz, dass deren Mittelpunkte ein gleichseitiges Dreieck bilden. Eine analoge Aussage für Parallelogramme ist der Satz von Thébault-Yaglom, beide Sätze lassen sich zum Satz von Napoleon-Barlotti für Vielecke verallgemeinern. Eine weitere Verallgemeinerung des Satzes von Napoleon ist der Satz von Petr–Douglas–Neumann.

## Aussage
Wenn man über den Seiten eines beliebigen Dreiecks Sei {\displaystyle \triangle ABC} nach außen gerichtete gleichseitige Dreiecken {\displaystyle \triangle BCP_{a}}, {\displaystyle \triangle ACP_{b}} und {\displaystyle \triangle ABP_{c}} errichtet, dann bilden deren Mittelpunkte {\displaystyle O_{a},O_{b},O_{c}} ein gleichseitiges Dreieck. Dieses Dreieck {\displaystyle \triangle O_{a}O_{b}O_{c}} wird als (äußeres) Napoleon-Dreieck bezeichnet.

## Erweiterungen und verwandte Aussagen

Inneres und äußeres Napoleon-Dreieck

Sind die über den Seiten des Dreiecks {\displaystyle \triangle ABC} errichteten gleichseitigen Dreiecke nach innen anstatt nach außen gerichtet, so bilden deren Mittelpunkte {\displaystyle O'_{a},O'_{b},O'_{c}} ebenfalls ein gleichseitiges Dreieck. Dieses wird auch als inneres Napoleon-Dreieck bezeichnet und für die Flächen des äußeren Napoleon-Dreiecks, des inneren Napoleon-Dreiecks und des Ausgangsdreieck {\displaystyle \triangle ABC} besteht dabei die folgende Beziehung:
{\displaystyle |\triangle O_{a}O_{b}O_{c}|-|\triangle O'_{a}O'_{b}O'_{c}|=|\triangle ABC|}
Eine zum Satz von Napoleon analoge Aussage für Parallelogramme liefert der Satz von Thébault-Yaglom, hier bilden die Mittelpunkte der über den Seiten eines Parallelogramms errichteten Quadrate ebenfalls ein Quadrat. Beide Sätze verallgemeinern sich zum Satz von Napoleon-Barlotti, der beschreibt unter welchen Bedingungen die Mittelpunkte der über den Seiten eines n-Ecks errichteten regulären n-Ecke ebenfalls ein reguläres n-Eck bilden.

Satz von Napoleon für Trapeze
,

Eine ähnliche Aussage zum Satz von Napoleon lässt sich jedoch nicht nur für Parallelogramme formulieren, sondern auch für Trapeze, wobei hier jedoch über den beiden parallelen Seiten keine Quadrate, sondern Rechtecke errichten werden, deren Seitenlängen denen der parallelen Seiten entsprechen. Auch in diesem Fall bilden die Mittelpunkte der beiden Rechtecke und Quadrate über den Seiten des Trapezes ein Quadrat. Ist das Trapez zudem ein Parallelogramm, so werden die beiden Rechtecke zu Quadraten und man erhält wieder den Satz von Thébault-Yaglom. Analog zum Satz von Napoleon erhält man auch ein Quadrat, wenn die die beiden Rechtecke und Quadrate nach innen anstatt nach außen gerichtet sind.

Allgemeinere Aussage über ähnliche Dreiecke, gleichfarbene Winkel sind gleich groß,

Der Satz von Napoleon ist auch ein Spezialfall einer allgemeineren Aussage über Dreiecke. Errichtet man über den Seiten eines beliebigen Dreiecks {\displaystyle \triangle ABC} nach außen gerichtete ähnliche Dreiecke {\displaystyle \triangle ABP_{c}},{\displaystyle \triangle BCP_{a}} und {\displaystyle \triangle ACP_{b}}, so dass die Summe der Winkel in {\displaystyle P_{a}}, {\displaystyle P_{b}} und {\displaystyle P_{c}} {\displaystyle 180^{\circ }} ergibt, dann bilden die Umkreismittelpunkte dieser Dreiecke ein Dreieck, das zu diesen ähnlich ist.
Der Satz von Petr–Douglas–Neumann beschreibt ein iteriertes Verfahren, bei dem man durch mehrfaches Errichten von ähnlichen gleichschenkligen Dreiecken über den Seiten eines beliebigen n-Ecks schließlich bei einem regulären n-Eck landet. Wendet man das Verfahren auf ein Dreieck an, so entspricht es im Wesentlichen dem Satz von Napoleon, wobei man allerdings nicht gleichseitige Dreiecke über den Seiten des Ausgangsdreieck errichtet, sondern ähnliche gleichschenklige Dreiecke mit einem Spitzenwinkel von {\displaystyle 120^{\circ }}. Die Spitzen dieser Dreiecke entsprechen damit den Mittelpunkten der gleichseitigen Dreiecke aus dem Satz von Napoleon.

## Geschichte

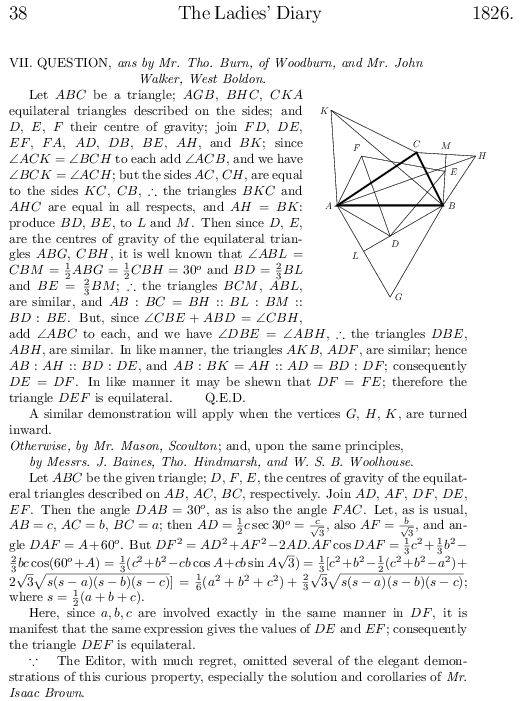
Seite aus The Ladies' Diary

Obwohl die Aussage des Satzes für Dreiecke in der Literatur gelegentlich Napoleon zugeschrieben wird und oft nach ihm benannt ist, gibt es keinen konkreten Hinweis darauf, dass das Resultat wirklich auf Napoleon zurückgeht.
Als erste bekannte Veröffentlichung galt lange eine von einem W. Rutherford gestellte Frage, die 1825 in der Rubrik „New Mathematical Questions“ der Zeitschrift The Ladies' Diary erschien. Im darauffolgenden Jahr wurden dann mehrere Lösungen in The Ladies’ Diary von verschiedenen Autoren vorgestellt. Napoleon wird in diesen Publikationen nicht erwähnt. Allerdings erschien die Aussage als Aufgabenstellung formuliert bereits in den 1823 publizierten Dublin problems, einer Aufgabensammlung aus mathematischen Examen in Dublin. Dort kommt sie als Aufgabe in einem Examen von 1820 vor.
In den folgenden Jahrzehnten wurde die Aussage von verschiedenen Mathematikern wiederentdeckt und publiziert auch jeweils ohne irgendwelche Hinweise auf Napoleon. In der 1911 erschienenen 17-ten Ausgabe des Geometriebuchs Elementi di Geometria, ad uso Degli Istituti Tecnici (1◦ Biennio) e dei Licei des italienischen Mathematikers Aureliano Faifofer wurde sie jedoch Napoleon zugeschrieben. 1926 behaupteten dann mit L. Campedelli und G. Gobesso zwei weitere italienische Mathematiker, dass die Aussage auf Napoleon zurückginge und schrieben, Napoleon hätte sie Joseph-Louis Lagrange vorgestellt. Obwohl beiden Zuschreibungen zu Napoleon ohne jegliche Belege erfolgten, hat sich seitdem Napoleon dennoch als Name für diese und verwandte mathematischen Aussagen eingebürgert.
Faifofers Geometriebuch wurde lange als die erste Erwähnung Napoleons angesehen, jedoch war die Aussage bereits in der Chambers's Encyclopaedia von 1867 Napoleon zugeschrieben worden.

## Beweise
Die ersten beiden Beweise nutzen die Eigenschaften von Drehungen, um Winkelgrößen im Napoleon-Dreieck zu bestimmen oder Streckenlängen zu vergleichen. Der dritte Beweis hingegen berechnet mit Hilfe des Kosinussatzes und trigonometrischer Identitäten die Seitenlängen des Napoleon-Dreiecks direkt. Weitere Beweise erhält mit Hilfe komplexer Zahlen und deren geometrischer Deutung anhand der komplexen Zahlenebene oder auch durch die Herleitung allgemeinerer Aussagen, wie die analoge Aussage zu ähnlichen Dreiecken, die den Satz von Napoleon dann als Spezialfall enthalten.

### Geometrischer Beweis

Geometrischer Beweis, Strecken gleicher Farbe sind gleich

Gegeben ist ein beliebiges Dreieck {\displaystyle \triangle ABC} mit den über seinen Seiten errichteten gleichseitigen Dreiecken {\displaystyle \triangle BCP_{a}}, {\displaystyle \triangle ACP_{b}} und {\displaystyle \triangle ABP_{c}}. Deren Mittelpunkte sind {\displaystyle O_{a},O_{b},O_{c}} und {\displaystyle \triangle O_{a}O_{b}O_{c}} ist das Napoleon-Dreieck.
Dreht man diese Konfiguration um {\displaystyle 120^{\circ }} um den Punkt {\displaystyle O_{b}} nach rechts und um {\displaystyle 120^{\circ }} um den Punkt {\displaystyle O_{c}} nach links, dann wird das Dreieck {\displaystyle \triangle BCP_{a}} mit Mittelpunkt {\displaystyle O_{a}} bei beiden Drehungen auf das Dreiecke {\displaystyle \triangle AB'C'} mit Mittelpunkt {\displaystyle D} abgebildet. Aufgrund der Drehungen gilt {\displaystyle |O_{a}O_{c}|=|D_{a}O_{c}|} und {\displaystyle |O_{a}O_{b}|=|D_{a}O_{b}|}, damit sind die Dreiecke {\displaystyle \triangle DO_{b}O_{c}} und {\displaystyle \triangle O_{a}O_{b}O_{c}} kongruent, da sie sich zudem die Seite {\displaystyle O_{b}O_{c}} teilen (Kongruenzsatz SSS). Somit gilt für die Winkel {\displaystyle \angle O_{a}O_{c}O_{b}={\tfrac {120^{\circ }}{2}}=60^{\circ }} und {\displaystyle \angle O_{c}O_{b}O_{a}={\tfrac {120^{\circ }}{2}}=60^{\circ }} und damit ist {\displaystyle \triangle O_{a}O_{b}O_{c}} ein gleichseitiges Dreieck.

### Vektorbeweis

Vektorbeweis über Rotation

Seien {\displaystyle {\vec {a}},{\vec {b}},{\vec {c}}} die Ortsvektoren der Eckpunkte eines beliebigen Dreiecks {\displaystyle \triangle ABC} und {\displaystyle {\vec {p_{a}}},{\vec {p_{b}}},{\vec {p_{c}}}} die Ortsvektoren der Spitzen der gleichseitigen Dreiecke. Weiterhin {\displaystyle M} eine Drehmatrix, die um {\displaystyle 60^{\circ }} nach links dreht. Dann gelten die folgenden Gleichungen:
{\displaystyle {\begin{aligned}M({\vec {a}}-{\vec {b}})&={\vec {p_{c}}}-{\vec {b}}\\M({\vec {p_{b}}}-{\vec {c}})&={\vec {a}}-{\vec {c}}\\M({\vec {c}}-{\vec {p_{a}}})&={\vec {b}}-{\vec {p_{a}}}\end{aligned}}}
Da der Mittelpunkt bei einem gleichseitigen Dreieck mit seinem geometrischen Schwerpunkt, dem Schnitt der Seitenhalbierenden, übereinstimmt, lasen sich die drei Mittelpunkte der gleichseitigen Dreiecke wir folgt berechnen:
{\displaystyle {\begin{aligned}{\vec {o_{a}}}&={\frac {1}{3}}({\vec {p_{a}}}+{\vec {b}}+{\vec {c}})\\{\vec {o_{b}}}&={\frac {1}{3}}({\vec {a}}+{\vec {p_{b}}}+{\vec {c}})\\{\vec {o_{c}}}&={\frac {1}{3}}({\vec {a}}+{\vec {b}}+{\vec {p_{c}}})\end{aligned}}}
Um nachzuweisen, dass das Dreieck {\displaystyle \triangle O_{a}O_{b}O_{c}} gleichseitig ist, reicht es zu zeigen, dass {\displaystyle M({\vec {o_{b}}}-{\vec {o_{a}}})={\vec {o_{c}}}-{\vec {o_{a}}}} gilt. Denn diese Gleichung bedeutet, dass es sich um ein gleichschenkliges Dreieck mit einem {\displaystyle 60^{\circ }}-Winkel handelt und damit auch um ein gleichseitiges Dreieck.
{\displaystyle {\begin{aligned}M({\vec {o_{b}}}-{\vec {o_{a}}})&={\frac {1}{3}}M({\vec {a}}+{\vec {p_{b}}}+{\vec {c}}-{\vec {p_{a}}}-{\vec {b}}-{\vec {c}})\\&={\frac {1}{3}}M({\vec {a}}-{\vec {b}}+{\vec {p_{b}}}-{\vec {c}}+{\vec {c}}-{\vec {p_{a}}})\\&={\frac {1}{3}}({\vec {p_{c}}}-{\vec {b}}+{\vec {a}}-{\vec {c}}+{\vec {b}}-{\vec {p_{a}}})\\&={\frac {1}{3}}({\vec {a}}+{\vec {b}}+{\vec {p_{c}}}-{\vec {p_{a}}}-{\vec {b}}-{\vec {c}})\\&={\vec {o_{c}}}-{\vec {o_{a}}}\end{aligned}}}

### Trigonometrischer Beweis

Trigonometrischer Beweis mit

Trigonometrischer Beweis mit

Mit {\displaystyle s=|O_{b}O_{c}|}, {\displaystyle u=|AO_{b}|} und {\displaystyle t=|AO_{c}|} liefert der Kosinussatz im Dreieck {\displaystyle \triangle AO_{b}O_{c}}:
{\displaystyle s^{2}=t^{2}+u^{2}-2tu\cos(\alpha +60^{\circ })}
Da {\displaystyle O_{b}} und {\displaystyle O_{c}} Schnittpunkte von Seitenhalbierenden in den entsprechenden gleichseitigen Dreiecken sind, teilen sie diese im Verhältnis 2:1, was bedeutet, dass die Strecken {\displaystyle t,u} {\displaystyle {\tfrac {2}{3}}} der Seitenhalbierenden betragen. Berücksichtigt man noch, dass die Seitenhalbierende in einen gleichseitigen Dreieck {\displaystyle {\tfrac {\sqrt {3}}{2}}} der Seitenlänge des Dreiecks beträgt, erhält man:
{\displaystyle {\begin{aligned}t&={\frac {2}{3}}{\frac {\sqrt {3}}{2}}c={\frac {c}{\sqrt {3}}}\\u&={\frac {2}{3}}{\frac {\sqrt {3}}{2}}b={\frac {b}{\sqrt {3}}}\end{aligned}}}
Eingesetzt in den obigen Kosinussatz erhält man damit:
{\displaystyle 3s^{2}=b^{2}+c^{2}-2bc\cos(\alpha +60^{\circ })} (1)
Das Additionstheorem des Kosinus liefert unter der Berücksichtigung von {\displaystyle \cos(60^{\circ })={\tfrac {1}{2}}} und {\displaystyle \sin(60^{\circ })={\tfrac {\sqrt {3}}{2}}}:
{\displaystyle \cos(\alpha +60^{\circ })={\frac {\cos(\alpha )}{2}}-{\frac {\sin(\alpha ){\sqrt {3}}}{2}}}
Eingesetzt in die obige Gleichung (1) erhält man:
{\displaystyle 3s^{2}=b^{2}+c^{2}-bc\cos(\alpha )+bc{\sqrt {3}}\sin(\alpha )} (2)
Der Kosinussatz im Dreieck {\displaystyle \triangle ABC} liefert:
{\displaystyle a^{2}=b^{2}+c^{2}-2bc\cos(\alpha )}
Zudem gilt für Fläche dieses Dreiecks:
{\displaystyle |\triangle ABC|={\frac {1}{2}}bc\sin(\alpha )}
Wendet man nun beides in der Gleichung (2) an, so erhält man schließlich:
{\displaystyle 3s^{2}={\frac {1}{2}}(a^{2}+b^{2}+c^{2})+2{\sqrt {3}}|\triangle ABC|}
Diese Formel für die Seite {\displaystyle s} ist nun symmetrisch bezogen auf die Seiten {\displaystyle a,b,c} des Ausgangsdreieck {\displaystyle \triangle ABC}. Dies bedeutet, dass eine entsprechende Berechnung der anderen beiden Seiten von {\displaystyle \triangle AO_{b}O_{c}} dieselbe Formel liefert und damit alle drei Seiten die gleiche Länge besitzen.
Die obige Rechnung setzt allerdings voraus, dass {\displaystyle \alpha \leq 120^{\circ }} ist, was auch für die anderen Winkel des Dreiecks {\displaystyle \triangle ABC} gelten muss. Gilt nun {\displaystyle \alpha >120^{\circ }} so beträgt der im Kosinussatz zur Berechnung von {\displaystyle s} verwendete Winkel {\displaystyle \alpha '}
{\displaystyle \alpha '=360^{\circ }-(\alpha +60^{\circ })}
Aufgrund der folgenden trigonometrischen Identität
{\displaystyle \cos(360^{\circ }-[\alpha +60^{\circ }])=\cos(\alpha +60^{\circ })}
führt dies jedoch zur selben Berechnung von {\displaystyle s} beziehungsweise {\displaystyle 3s^{2}} wie zuvor.

### Beweis für das innere Napoleon-Dreieck
Ersetzt man im obigen Vektorbeweis die linksdrehende Matrix durch eine rechtsdrehende so erhält man einen Beweis für die Gleichseitigkeit des inneren Napoleon-Dreiecks.